# Ignazio Mancini
Ignazio Mancini OFM (ur. 8 lutego 1922 w Ferentino, zm. 27 marca 2016 w Jerozolimie) − włoski franciszkanin, członek Kustodii Ziemi Świętej, kapłan, były Kustosz Ziemi Świętej, teolog moralista, orientalista, poliglota.

## Życiorys
Cesare Mancini przyszedł na świat w rodzinie Ambrożego i Róży Incelli. W 1935 wypłynął z Neapolu wraz z dziewięcioma innymi kandydatami do zakonu, mając zaledwie trzynaście lat, do Hajfy w Palestynie. Gimnazjum ukończył w Emaus El Qubeibeh w 1939. Nowicjat rozpoczął 3 października 1939. W 1940 został wraz z innymi Włochami internowany w Al-Kubajbie. Tam ukończył nowicjat oraz odbył dwa lata studiów filozoficznych. Studia filozoficzne ukończył w En Kerem w 1943. Kursy teologiczne odebrał w Betlejem w latach 1944-1949. Śluby wieczyste złożył 4 października 1944. Święcenia kapłańskie przyjął 4 lipca 1948. Po krótkim pobycie we wspólnocie franciszkańskiej w bazylice Bożego Grobu uzyskał pozwolenie władz Kustodii, by pierwszy raz po 13 latach odwiedzić rodzinę w Ferentino we Włoszech. Po powrocie do Ziemi Świętej ponownie był członkiem wspólnoty w Bożym Grobie. W latach 1949–1950 pracował w Syrii: w Damaszku i Aleppo Tour de Ville. Następnie studiował teologię na rzymskim Antonianum. W 1953 obronił pracę doktorską Cardinalis Gaietanus et Montes Pietatis. Od jesieni tego roku rozpoczął pracę wykładowcy w wyższym seminarium kustodialnym w Jerozolimie. Wykładał przez 29 lat teologię moralną. W 1956 został sekretarzem kustodii. W latach 1959–1980 był dyrektorem franciszkańskiego hospicjum dla pielgrzymów w Jerozolimie „Casa Nova”. W latach 1973–1980 był dyrektorem nowo otwartego Chrześcijańskiego Centrum Informacyjnego w Jerozolimie. Był w tych latach rekolekcjonistą dla żeńskich i męskich wspólnot zakonnych w Ziemi Świętej. Odznaczony Orderem Zasługi Republiki Włoskiej III klasy. W latach 1980–1986 był Kustoszem Ziemi Świętej. Po wygaśnięciu mandatu był przełożonym w Delegaturze Ziemi Świętej w Rzymie. O. Mancini publikował m.in. na łamach L’Osservatore Romano. Zmarł w infirmerii Klasztoru Najświętszego Zbawiciela w Jerozolimie 27 marca 2016.

## Publikacje
- Le scoperte archeologiche sui giudeo-cristiani, Asyż 1968 (wydanie francuskie w serii SBF Collectio Minor 10 w 1970).
- Il messaggio dei luoghi santi agli uomini di oggi, Jerozolima, 1978.